# Ірен Фенвік
Іре́н Фе́нвік (англ. Irene Fenwick), справжнє прізвище Фріццел (англ. Frizzel); нар. 5 вересня 1887 — пом. 24 грудня 1936) — американська акторка театру та німого кіно. Попри відносно коротку кар'єру, знялася у фільмах виробництва Edison-Kleine, філії the Edison Company, яка займалася виробництвом короткометражок, що збереглися до наших днів.
З 1924 і до своєї смерті в 1936 була одружена з Лайонелом Берримором. Її попередній чоловік, Джей О'Браєн був одружений з Мей Мюррей. Перед одруженням з Лайонелом якийсь час була в шлюбі з його братом Джеком.
Померла від нервової анорексії у віці 49 років.

## Фільмографія

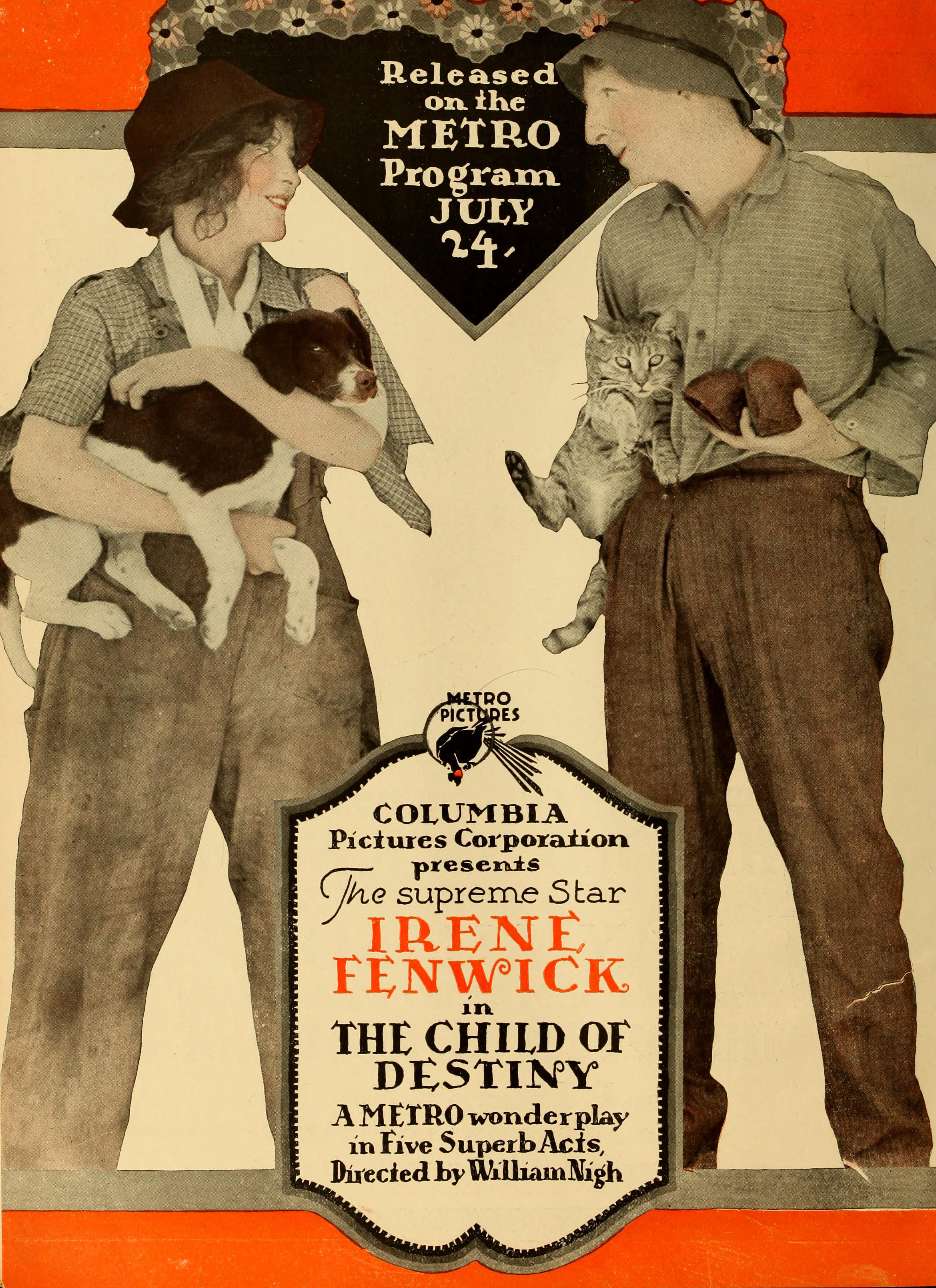
Постер до фільму Дитя долі (1916)

- Передмістя / The Commuters (1915)
- Марнотрат / The Spendthrift[en] (1915)
- Сусідка / The Woman Next Door (1915)
- Зелений плащ / The Green Cloak (1915)
- Сентиментальна леді / The Sentimental Lady (1915)
- Дитя долі / The Child of Destiny (1916)
- Принцеса Коні-Айленда / A Coney Island Princess (1916) (разом з Овен Мур)
- Така дівчина / A Girl Like That (1917)
- Жінка гріха / he Sin Woman (1917)
- Національна стрічка Червоного хреста / National Red Cross Pageant (1917)